# Allopleuron
L'allopleuro (gen. Allopleuron) è una tartaruga marina estinta, vissuta tra il Cretaceo superiore (Cenomaniano, circa 98 milioni di anni fa) e l'Eocene (circa 50 milioni di anni fa). I suoi resti fossili sono stati ritrovati in Europa, in Asia e in Nordamerica.

## Descrizione
Questa tartaruga era di grandi dimensioni e la lunghezza totale poteva oltrepassare i 2 metri di lunghezza. Il carapace, lungo fino a 1,5 metri, era a forma di cuore ed era reso particolarmente leggero a causa della sua struttura: era formato da una zona centrale costituita da piastre particolarmente grandi, e da una regione cordiforme lungo il bordo altrettanto alleggerita. Non erano presenti, inoltre, le grandi scaglie protettive tipiche di alcune forme attuali. Il cranio ricorda molto quello delle attuali tartarughe marine (anche se gli occhi erano posti in posizione frontale anziché laterale), così come la struttura delle zampe simili a pagaie.

## Classificazione
Allopleuron è noto principalmente per i numerosi resti appartenenti alla specie tipo (Allopleuron hoffmanni) e ritrovati nel Limburgo meridionale, principalmente nella zona di Maastricht (Paesi Bassi), risalenti al termine del Cretaceo (Maastrichtiano, circa 70-65 milioni di anni fa). La specie prende il nome da Jean Lambert Hoffmann, che nella metà del XVIII secolo raccolse una preziosa collezione di fossili, tra i quali numerosi resti di tartarughe marine del Cretaceo olandese.

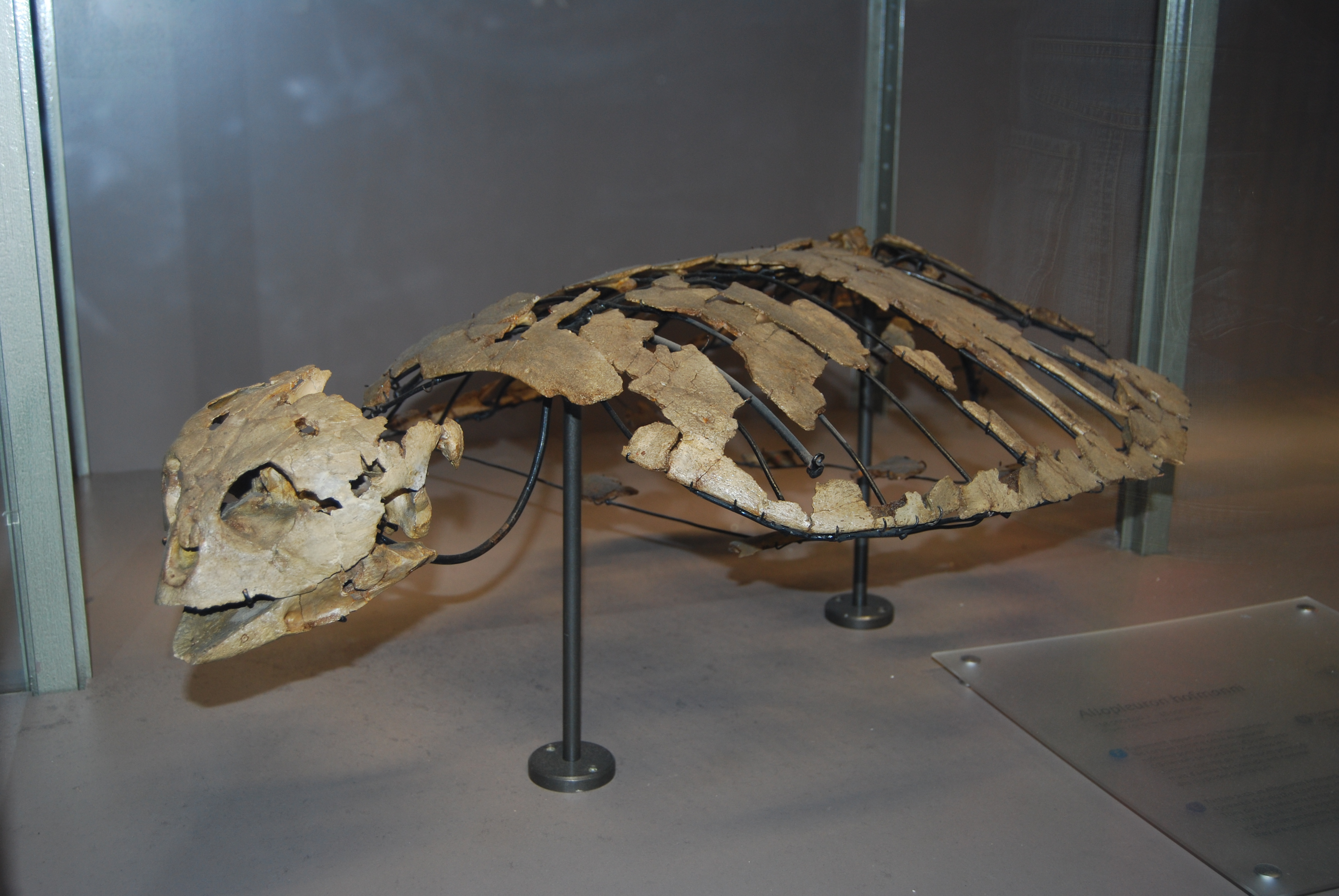
Scheletro di Allopleuron hoffmanni

Altri resti cretacei, in livelli più antichi, sono stati ritrovati in Francia e Spagna. Al genere Allopleuron è stata attribuita inoltre una specie (A. insularis) rinvenuta in New Jersey in strati del Paleocene, e che quindi visse dopo l'estinzione del Cretaceo/Terziario (Weems, 1988). Questa attribuzione estenderebbe notevolmente il genere, sia a livello geografico che a livello stratigrafico. La specie americana venne inizialmente descritta da Edward Drinker Cope nel 1872 con il nome di Lembonax insularis. Altri resti fossili rinvenuti in strati ancora più recenti (Eocene medio) sono stati attribuiti alla specie A. qazaqstanense e sono stati ritrovati in Kazakhstan (Karl et al., 2012).
Allopleuron è considerato un rappresentante piuttosto moderno delle tartarughe marine, ed è incluso nella famiglia dei cheloniidi, pur costituendo una sottofamiglia a sé stante (Allopleuroninae) insieme ad altre forme come Glyptochelone e Protosphargis.
È interessante notare come la famiglia delle tartarughe marine giganti del Cretaceo (Protostegidae) non si sia diffusa nei mari d'Europa, che invece vennero occupati da Allopleuron e altre specie simili. 

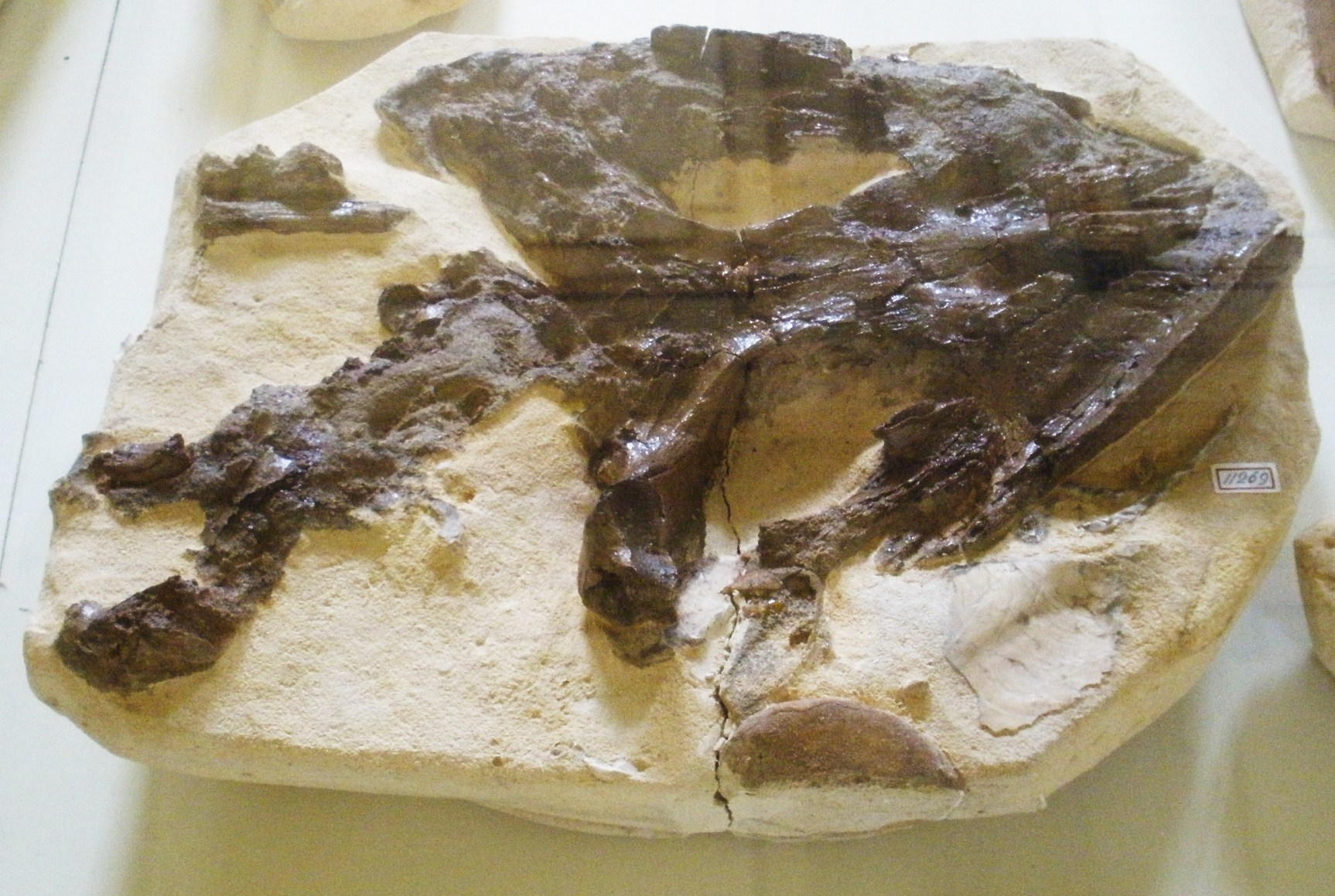
Cranio di Allopleuron hoffmanni

## Paleobiologia
Di Allopleuron sono noti numerosissimi esemplari provenienti dalla regione del Limburgo, a testimonianza di quanto fosse comune questa tartaruga.
Le caratteristiche morfologiche delle zampe e del carapace indicano che Allopleuron era un buon nuotatore, ben adattato a uno stile di vita pelagico. Il becco forte serviva con ogni probabilità a strappare alghe, che nei mari poco profondi e dal clima subtropicale del Cretaceo europeo costituivano vere e proprie praterie sottomarine. A causa del basso valore nutrizionale di queste alghe, le tartarughe dovevano essere costantemente al pascolo, e inoltre dovevano guardarsi dai predatori come le lucertole giganti del genere Mosasaurus. Sono stati ritrovati alcuni fossili di Allopleuron recanti segni di morsi, quasi sicuramente inferti da un mosasauro. È probabile che i maschi di Allopleuron, come le tartarughe marine attuali, non ritornassero più a riva dopo la loro nascita, mentre le femmine si avventurassero a riva solo per deporre le uova.

## Galleria d'immagini

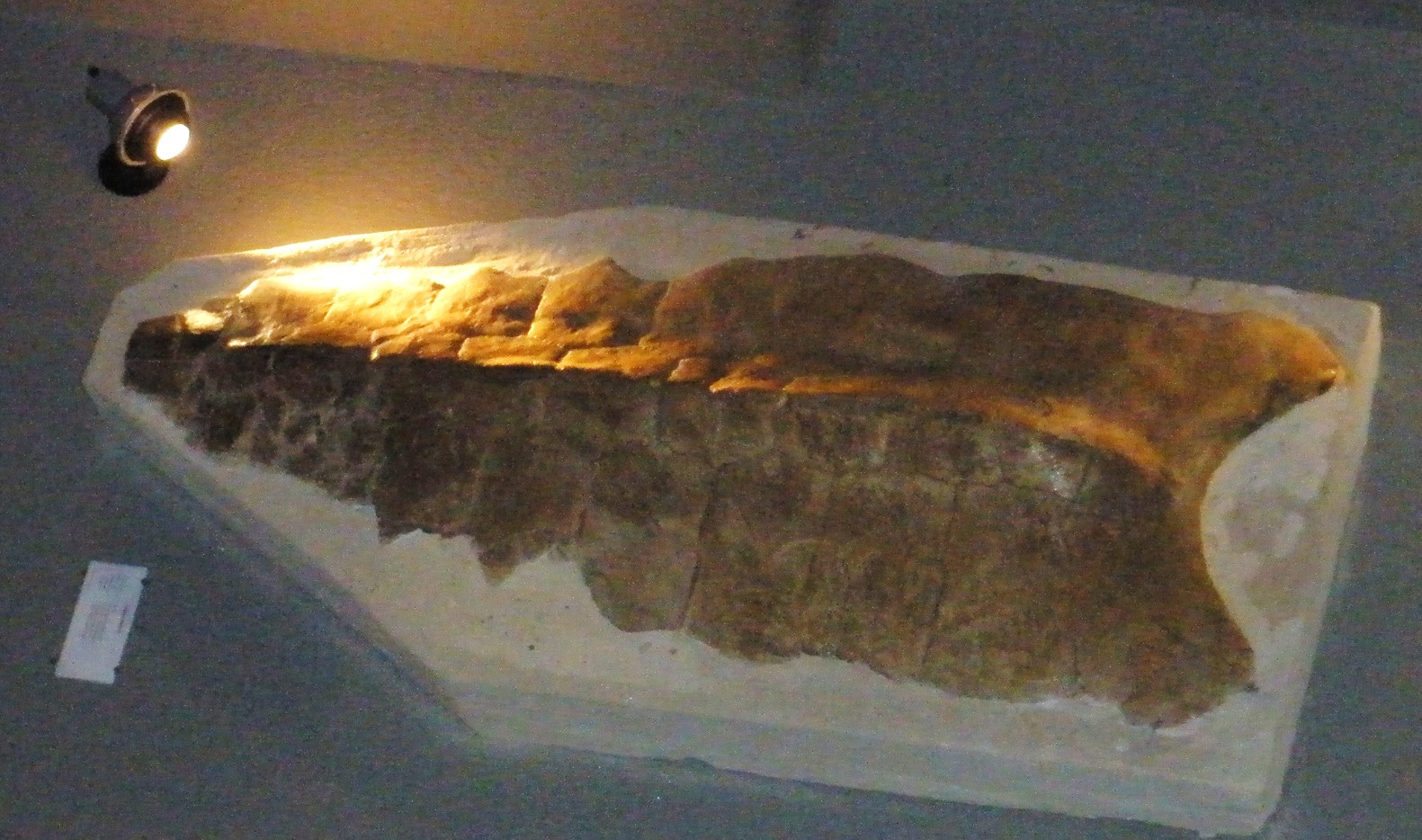
Parte del carapace di Allopleuron hoffmmanni
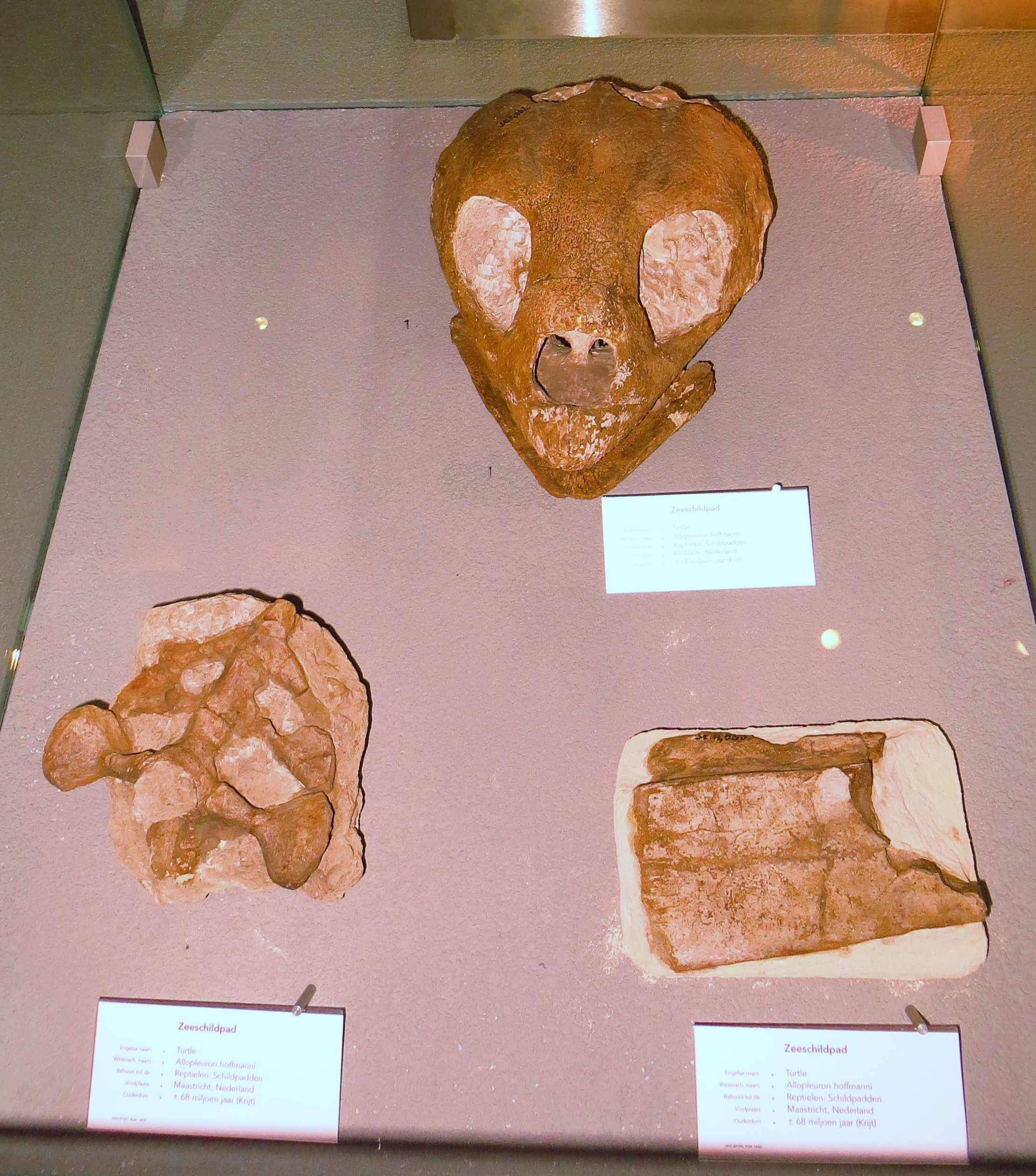
Fossili di Allopleuron hoffmmanni
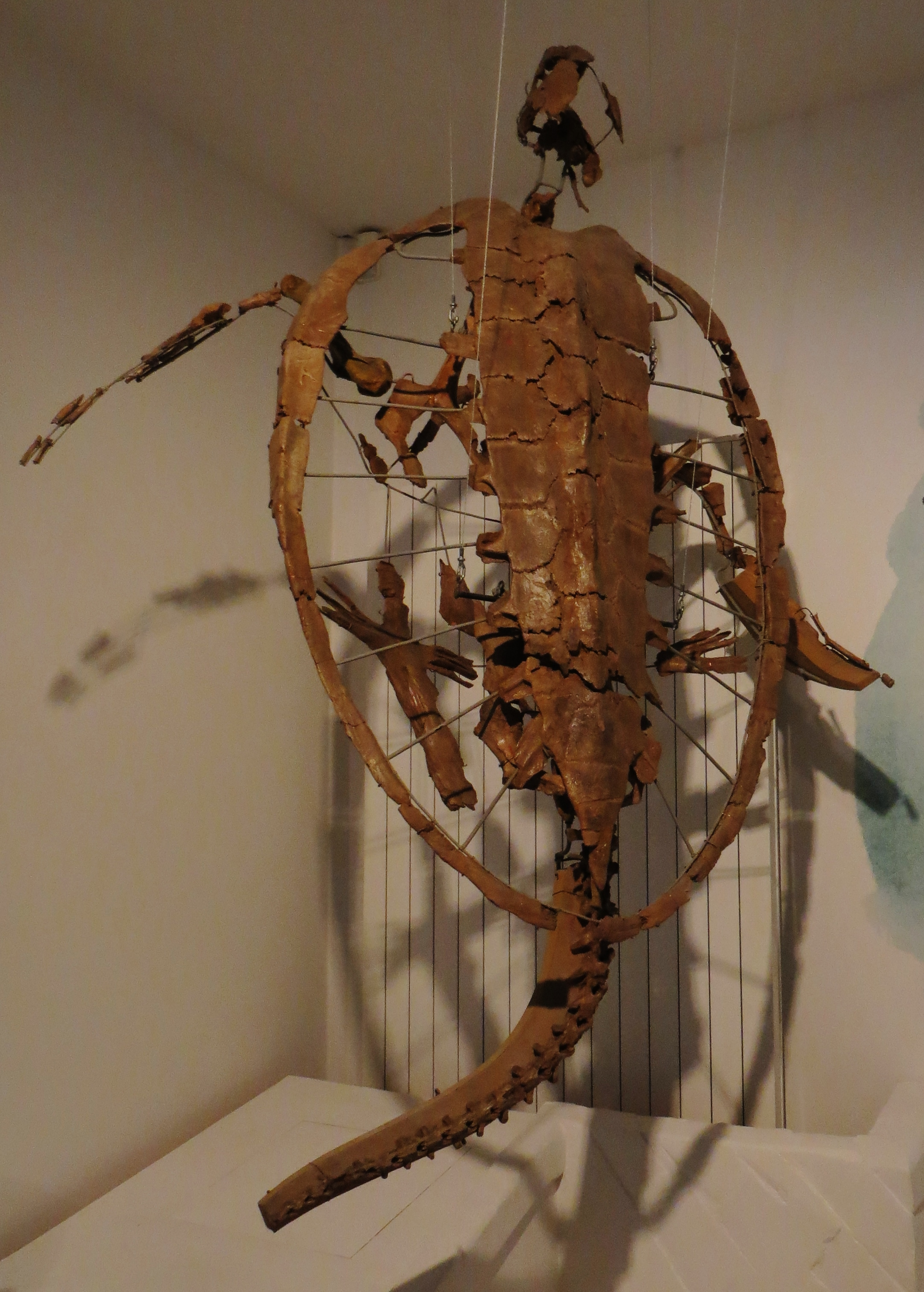
Scheletro di Allopleuron hoffmanni
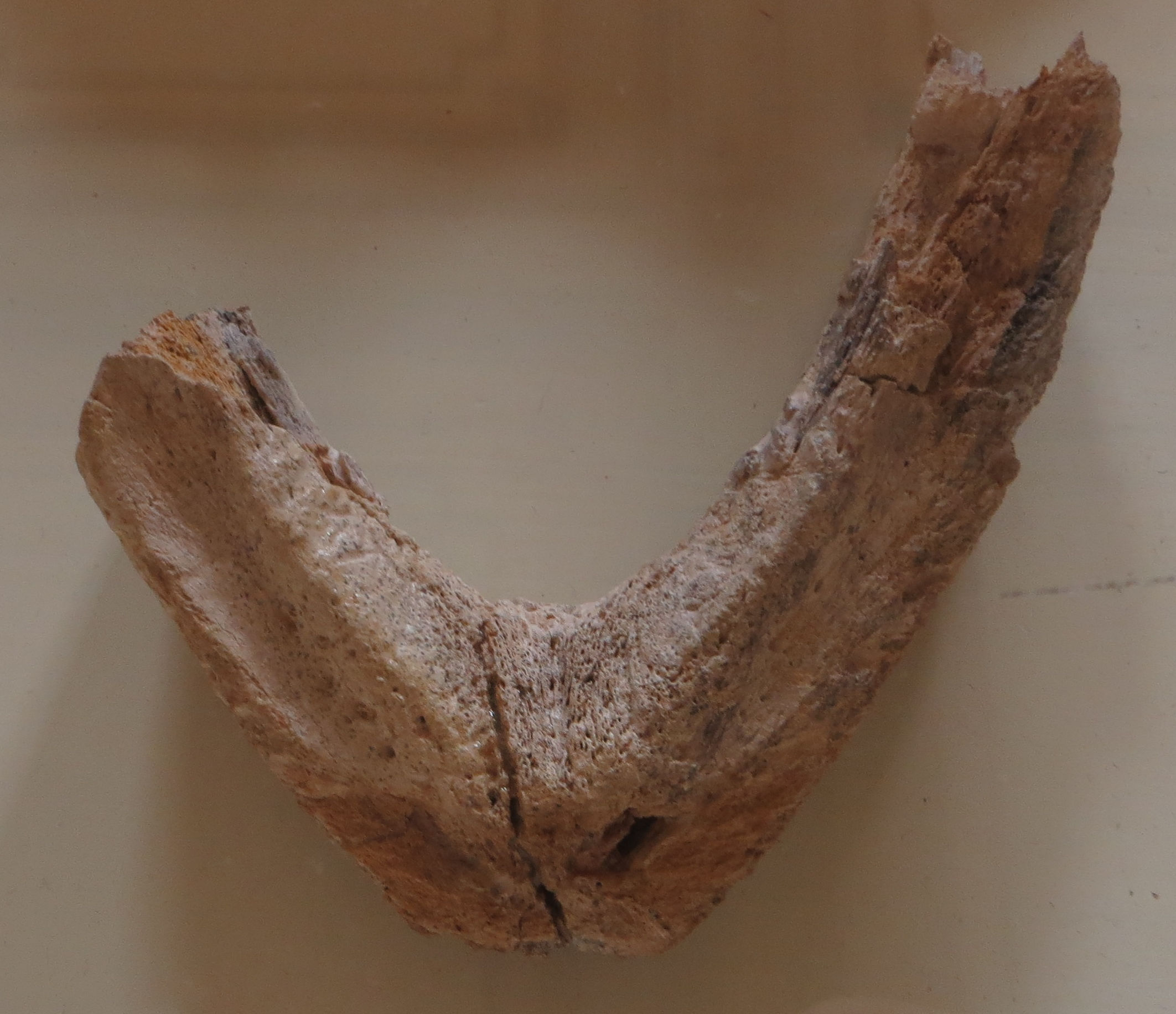
Mandibola di Allopleuron hoffmanni
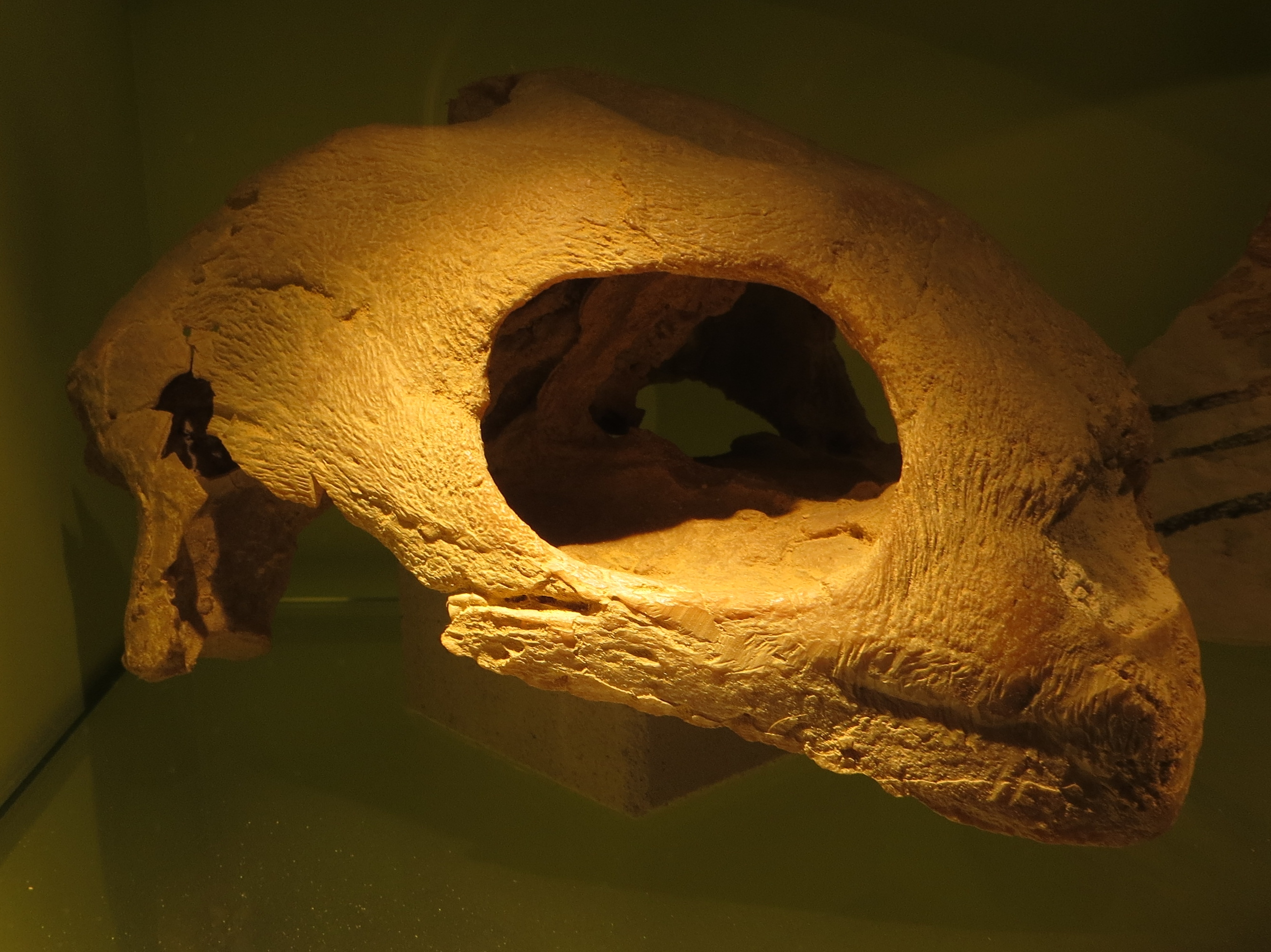
Cranio di Allopleuron hoffmanni